# Tachina erucarum
Tachina erucarum är en tvåvingeart som beskrevs av Franz Paula von Schrank 1803. Tachina erucarum ingår i släktet Tachina och familjen parasitflugor.
Artens utbredningsområde är Österrike. Inga underarter finns listade i Catalogue of Life.